# Canavalia ensiformis

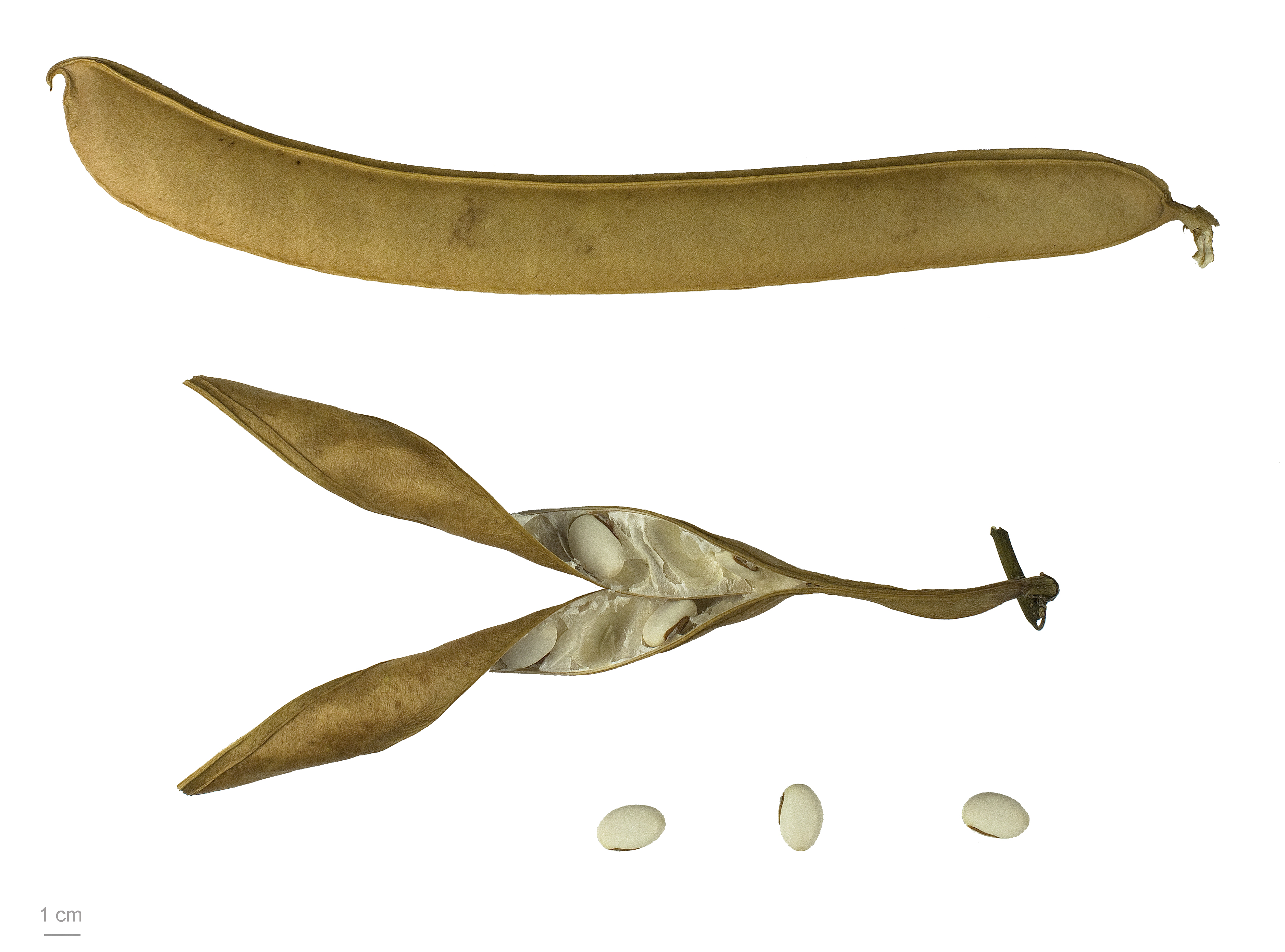
Canavalia ensiformis

Canavalia ensiformis là một loài thực vật có hoa trong họ Đậu. Loài này được (L.) DC. miêu tả khoa học đầu tiên.

## Hình ảnh

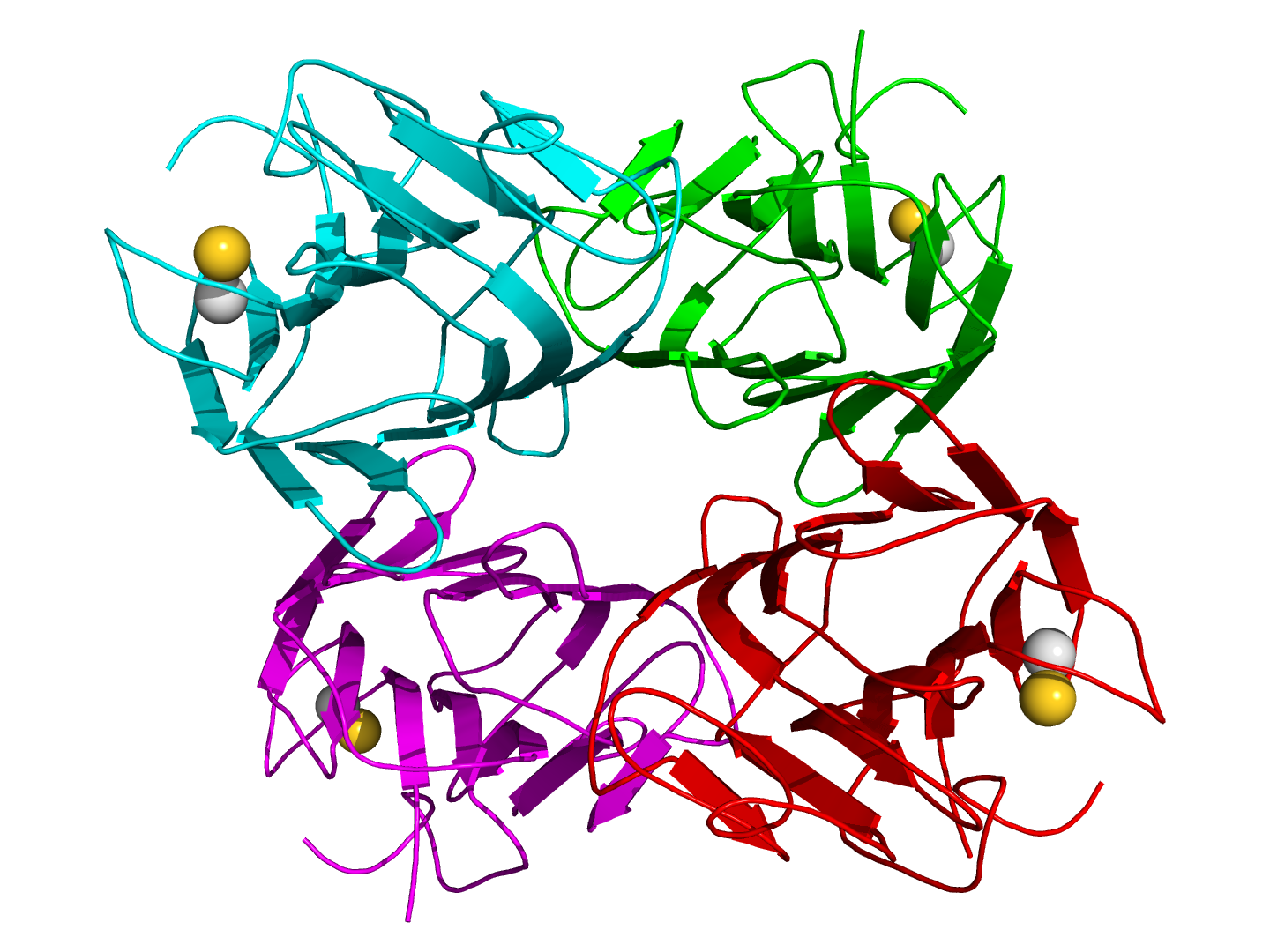